# 2016년 하계 올림픽 양궁
2016년 하계 올림픽 양궁 경기는 2016년 8월 5일부터 8월 12일까지 브라질 리우데자네이루에서 열렸으며, 세부 종목 4개 모두 삼바드로미 마르키스 지 사푸카이에서 진행되었다.

## 진행 방식
응닝궁  인정 개최 도시인 리우데자네이루에 있는 삼바드로미 마르키스 지 사푸카이에서 경기가 열렸다.
| 도시                            | 경기장                                                          |
| ------------------------------- | --------------------------------------------------------------- |
| 리우데자네이루 (Rio de Janeiro) | 삼바드로미 마르키스 지 사푸카이 (Sambadrome Marquês de Sapucaí) |

## 세부 종목
2016년 하계 올림픽 양궁의 세부 종목은 아래와 같다.
| - 개인전 - 남자 개인 - 여자 개인 | - 단체전 - 남자 단체 - 여자 단체 |

## 참가국
총 56개국이 참가했다.
- 오스트레일리아 (4)
- 오스트리아 (1)
- 아제르바이잔 (1)
- 방글라데시 (1)
- 벨라루스 (1)
- 벨기에 (1)
- 부탄 (1)
- 브라질 (6)
- 캐나다 (2)
- 칠레 (1)
- 중화인민공화국 (6)
- 콜롬비아 (4)
- 쿠바 (1)
- 도미니카 공화국 (1)
- 이집트 (2)
- 에스토니아 (1)
- 피지 (1)
- 핀란드 (2)
- 프랑스 (3)
- 조지아 (3)
- 독일 (2)
- 그리스 (1)
- 영국 (2)
- 인도 (4)
- 인도네시아 (4)
- 이란 (1)
- 이탈리아 (6)
- 코트디부아르 (1)
- 일본 (4)
- 카자흐스탄 (2)
- 케냐 (1)
- 리비아 (1)
- 말라위 (1)
- 말레이시아 (3)
- 멕시코 (4)
- 몰도바 (1)
- 몽골 (1)
- 미얀마 (1)
- 네팔 (1)
- 네덜란드 (3)
- 조선민주주의인민공화국 (1)
- 노르웨이 (1)
- 폴란드 (1)
- 러시아 (3)
- 슬로바키아 (2)
- 대한민국 (6)
- 스페인 (4)
- 스웨덴 (1)
- 중화 타이베이 (6)
- 태국 (1)
- 통가 (2)
- 튀르키예 (2)
- 우크라이나 (4)
- 미국 (4)
- 베네수엘라 (2)
- 짐바브웨 (1)

## 예선
2016년 하계 올림픽의 양궁 종목에는 남자 64명, 여자 64명, 총 128명의 선수가 출전할 수 있다. 각 참가국 당 최대 6명의 선수가 참가할 수 있는데, 각 참가국 별로 성별 최대 3명까지 출전 가능하며, 성별 3명의 출전국에는 올림픽 단체전 경기 출전권이 주어진다.

## 메달 집계

### 나라별 메달 집계
| 순위 | 국가           | 금메달 | 은메달 | 동메달 | 합계 |
| ---- | -------------- | ------ | ------ | ------ | ---- |
| 1    | 대한민국       | 4      | 0      | 1      | 5    |
| 2    | 미국           | 0      | 1      | 1      | 2    |
| 3    | 프랑스         | 0      | 1      | 0      | 1    |
| 3    | 독일           | 0      | 1      | 0      | 1    |
| 3    | 러시아         | 0      | 1      | 0      | 1    |
| 6    | 오스트레일리아 | 0      | 0      | 1      | 1    |
| 6    | 중화 타이베이  | 0      | 0      | 1      | 1    |
| 합계 | 합계           | 4      | 4      | 4      | 12   |

### 메달리스트
| 종목             | 금                                        | 은                                                                       | 동                                                             |
| ---------------- | ----------------------------------------- | ------------------------------------------------------------------------ | -------------------------------------------------------------- |
| 남자 개인 자세히 | 구본찬 · 대한민국                         | 장샤를 발라동 · 프랑스                                                   | 브레이디 엘리슨 · 미국                                         |
| 여자 개인 자세히 | 장혜진 · 대한민국                         | 리자 운루 · 독일                                                         | 기보배 · 대한민국                                              |
| 남자 단체 자세히 | 대한민국 (KOR) · 김우진 · 구본찬 · 이승윤 | 미국 (USA) · 브레이디 엘리슨 · 잭 개릿 · 제이크 커민스키                 | 오스트레일리아 (AUS) · 앨릭 포츠 · 라이언 타이액 · 테일러 워스 |
| 여자 단체 자세히 | 대한민국 (KOR) · 기보배 · 장혜진 · 최미선 | 러시아 (RUS) · 투야나 다시도르지예바 · 크세니야 페로바 · 인나 스테파노바 | 중화 타이베이 (TPE) · 레이첸잉 · 린스자 · 탄야팅               |